# FK Surkhon Termez
El Surkhon Termez es un equipo de fútbol de Uzbekistán que juega en la Super Liga de Uzbekistán, la máxima categoría de fútbol en el país.

## Historia
Fue fundado en el año 1945 en la ciudad de Termez con el nombre Tchigaratchi Termez, y en sus primeros años de historia los pasó en las divisiones regionales de Uzbekistán durante la época soviética.
Tras la independencia de Uzbekistán se convirtió en uno de los equipos fundadores de la Liga de fútbol de Uzbekistán en 1992, y lamentablemente fue uno de los primeros en descender de categoría luego de terminar en último lugar entre 17 equipos.
En 1993 regresa a la Liga de fútbol de Uzbekistán luego de obtener el subcampeonato en la segunda división, donde estuvo por 11 temporadas hasta que descendió en 2004 por problemas financieros, descendiendo de la Primera Liga de Uzbekistán en la temporada 2006.
En 2008 regresa a la Primera Liga de Uzbekistán para último lugar entre 18 equipos, en la siguiente temporada cambia su nombre por el de Dinamo Hamkor-Termiz, y para 2013 cambia su nombre por el de Surkhon 2011 Termiz.

## Palmarés
- Segunda Liga de Uzbekistán: 1

2007